# 厦门铁路文化公园

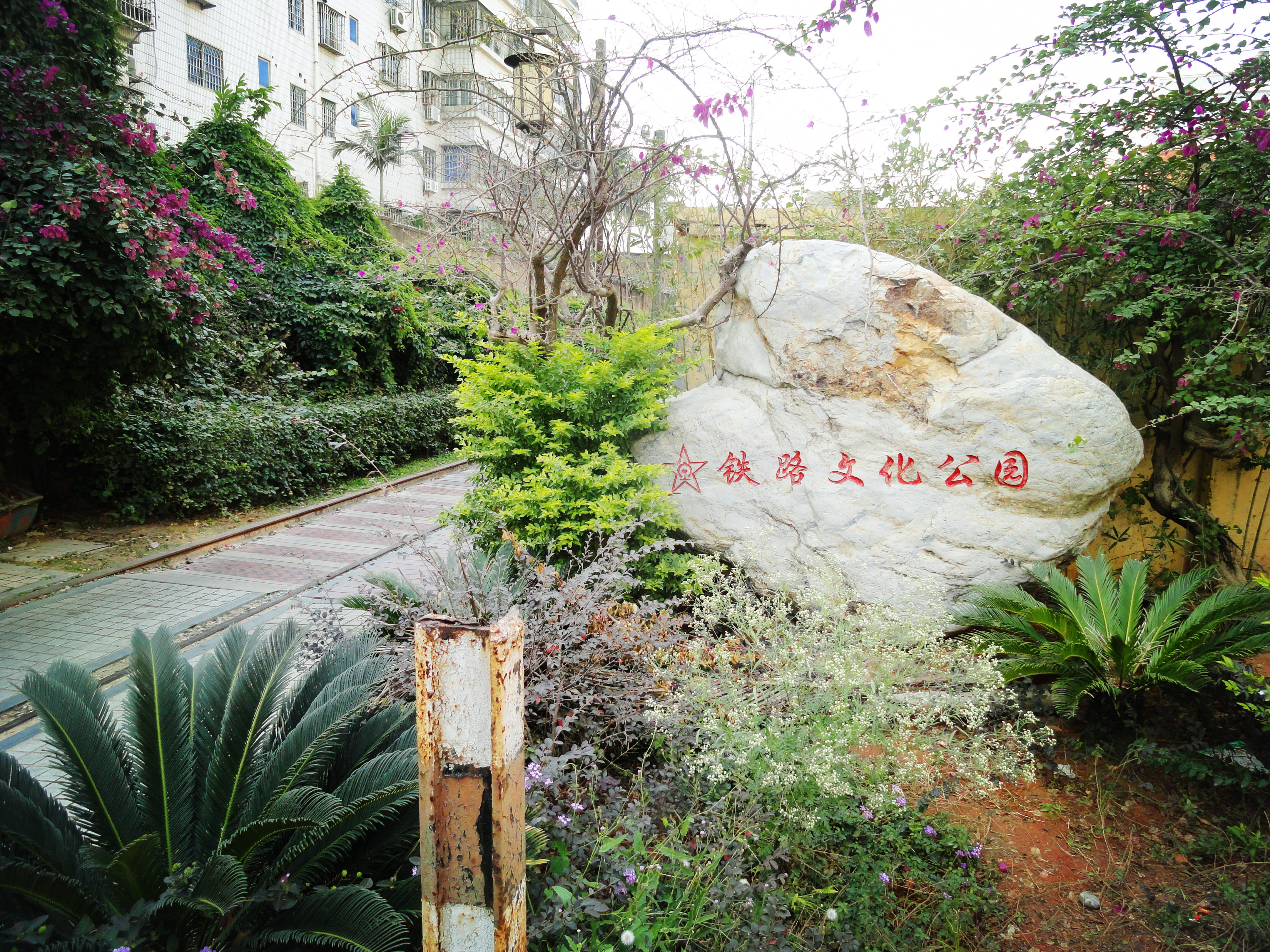
厦门铁路文化公园

厦门铁路文化公园，又称老铁路带状休闲公园，是位于中国福建省厦门市思明区的一个改造废弃铁路线而成的开放公园。该公园系鹰厦铁路延伸段，厦门交通发展成熟后从现文屏路平交道至和平码头/海军码头约4公里的铁路便废弃，因战备原因至今未拆除，2005年有将其改建为和平码头至东孚站的市郊铁路的计划，但之后该计划并未实施。在2011年8月1日建成公园并对外开放。该带状公园自南向北依次划分为铁路文化区、民情生活区、风情体验区和都市休闲区，该废弃线的所有道口均可进出公园。其中全长697.303米的鸿山隧道进行了改造，设有中国铁路建设的展板。